# Cortenbergh
Cortenbergh (en néerlandais et parfois en français Kortenberg, de plus l'orthographe officielle au niveau fédéral), est une commune néerlandophone de Belgique située en Région flamande dans la province du Brabant flamand.
Le 27 septembre 1312, le duc Jean II de Brabant y signe une charte qui sert de constitution au duché de Brabant.

## Langues
De moins de 5 % en 1947, le nombre de francophones augmente et serait compris entre 10 et 16,99 % en 1970. En 2021 il serait passé à 21,7 %. Cortenbergh est une commune en voie de francisation continue.

## Sections de commune
| # | Nom         | Superf. (km²). | Habitants (2020). | Habitants par km² | Code INS |
| - | ----------- | -------------- | ----------------- | ----------------- | -------- |
| 1 | Kortenberg  | 4,26           | 7.593             | 1.784             | 24055A   |
| 2 | Erps-Kwerps | 16,00          | 6.237             | 390               | 24055B   |
| 3 | Everberg    | 9,28           | 4.010             | 432               | 24055D   |
| 4 | Meerbeek    | 5,16           | 2.448             | 474               | 24055C   |

## Héraldique
|  | La commune possède des armoiries qui lui ont été octroyées le 16 mars 1914 et entièrement révisé le 2 février 1981. Les anciennes armoiries montraient un écureuil tenant un chêne. Ces armoiries étaient identiques à celles de l'ancienne abbaye de Kortenberg, fondée en 1104 et autour de laquelle le village s'est développé. La signification des armoiries, cependant, n'est pas connue. Les nouvelles armoiries ont été octroyées en 1981 et présentent un écu divisé en quartiers, où chaque quartier représente l’une des anciennes municipalités. Le premier quartier montre les vieilles armoiries de Kortenberg mais l’écureuil a été remplacé par un renard. Le renard apparut sur le sceau de l'abbaye de 1612 et fut probablement interprété à tort comme un écureuil en 1914. Le tronc rouge du chêne fut également remplacé par une couleur naturelle. Le deuxième quartier montre les armoiries d'Everberg. La quatrième montre les armes d’Erps-Kwerps. Le troisième quartier représente Meerbeek qui n'avait pas d'armoiries propres auparavant. Le seul sceau connu de Meerbeek, datant de 1361, montre également trois fleurs de lys, probablement de même origine que celles d'Everberg, des seigneurs de Rotselaar. Blasonnement : Ecartelé : 1. d'or à un chêne terrassé et soutenu à dextre d'un renard, le tout au naturel. 2. D'argent à 3 fleurs de lys coupées de gueules. 3. D'argent à 3 fleurs de lys posées. 4. D'or à 3 fers à moulins d'azur. L'écu placé devant un Duc Jean II de Brabant tenant de la dextre la charte de Kortenberg, le tout d'or. - Délibération communale : 2 février 1981 - Arrêté de l'exécutif de la communauté : 11 mars 1981 Source du blasonnement : Heraldy of the World. |

## Démographie

### Démographie: Avant la fusion des communes
- Source : DGS recensements population

### Démographie: Commune fusionée
Graphe de l'évolution de la population de la commune (la commune de Kortenberg étant née de la fusion des anciennes communes de Kortenberg, de Erps-Kwerps, de Everberg et de Meerbeek, les données ci-après intègrent les quatre communes dans les données avant 1977).
Les chiffres des années 1831 à 1970 tiennent compte des chiffres des anciennes communes fusionnées.
- Source : DGS, de 1831 à 1981=recensements population ; à partir de 1990 = nombre d'habitants chaque 1er janvier.[7]

## Patrimoine et monuments
- Abbaye de Cortenbergh
Cette abbaye de moniales bénédictines existe depuis 1090. Selon Alphonse Wauters, il s'agit d'un « lieu où se traitent de préférence toutes les grandes questions qui intéressent nos ducs (de Brabant) et leurs États. » On peut y voir encore un corps de logis aux allures de château[8].

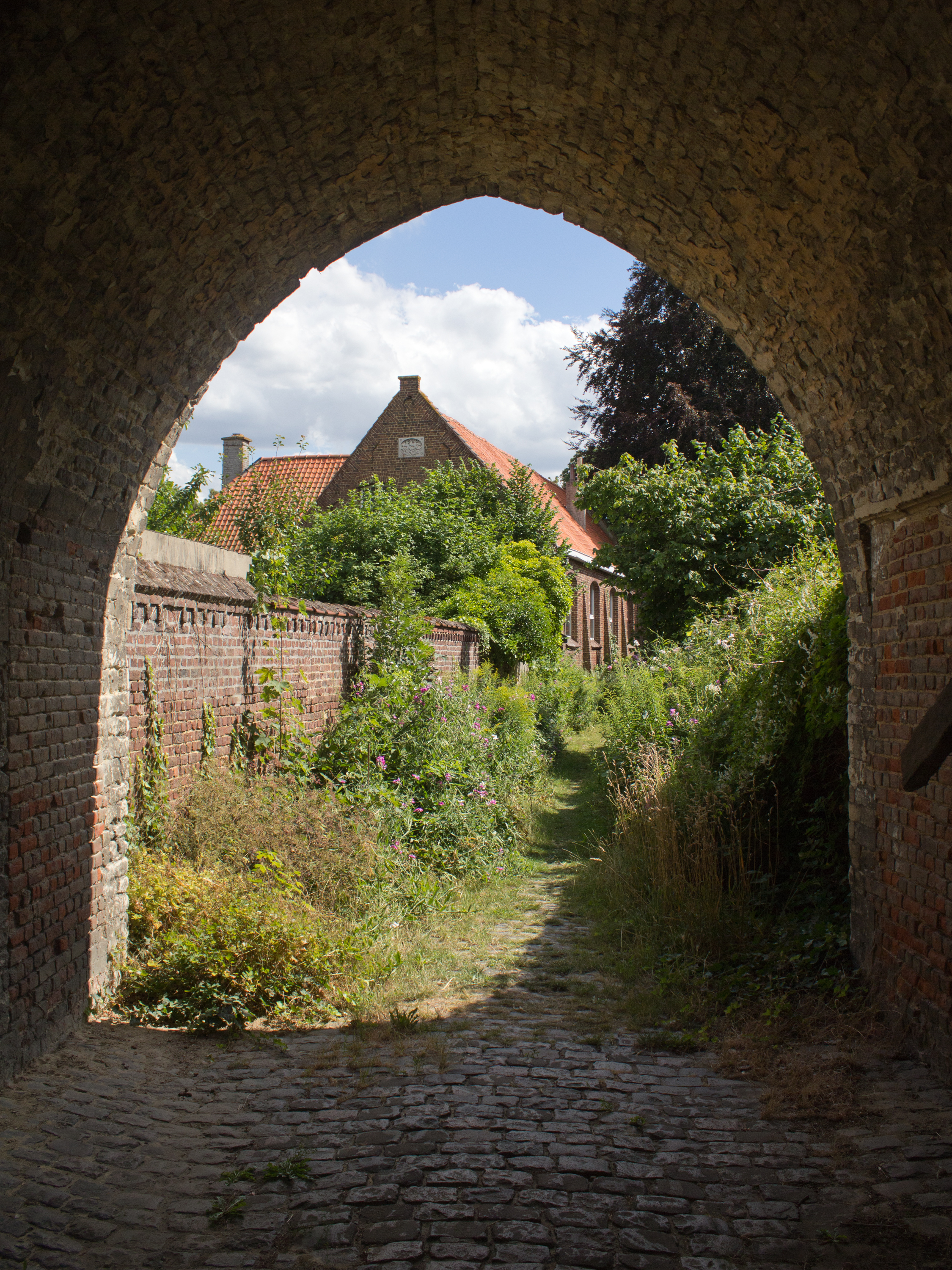
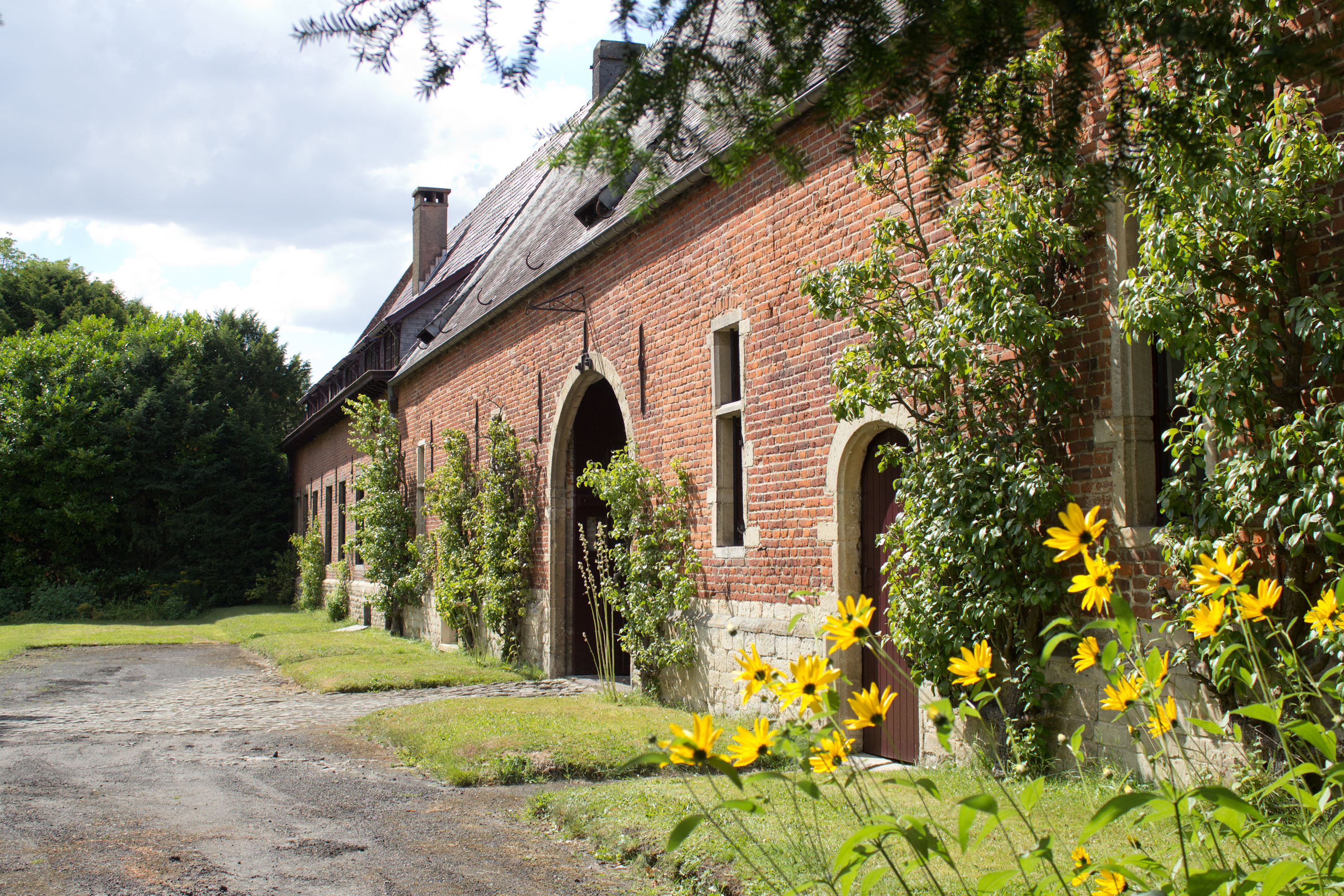
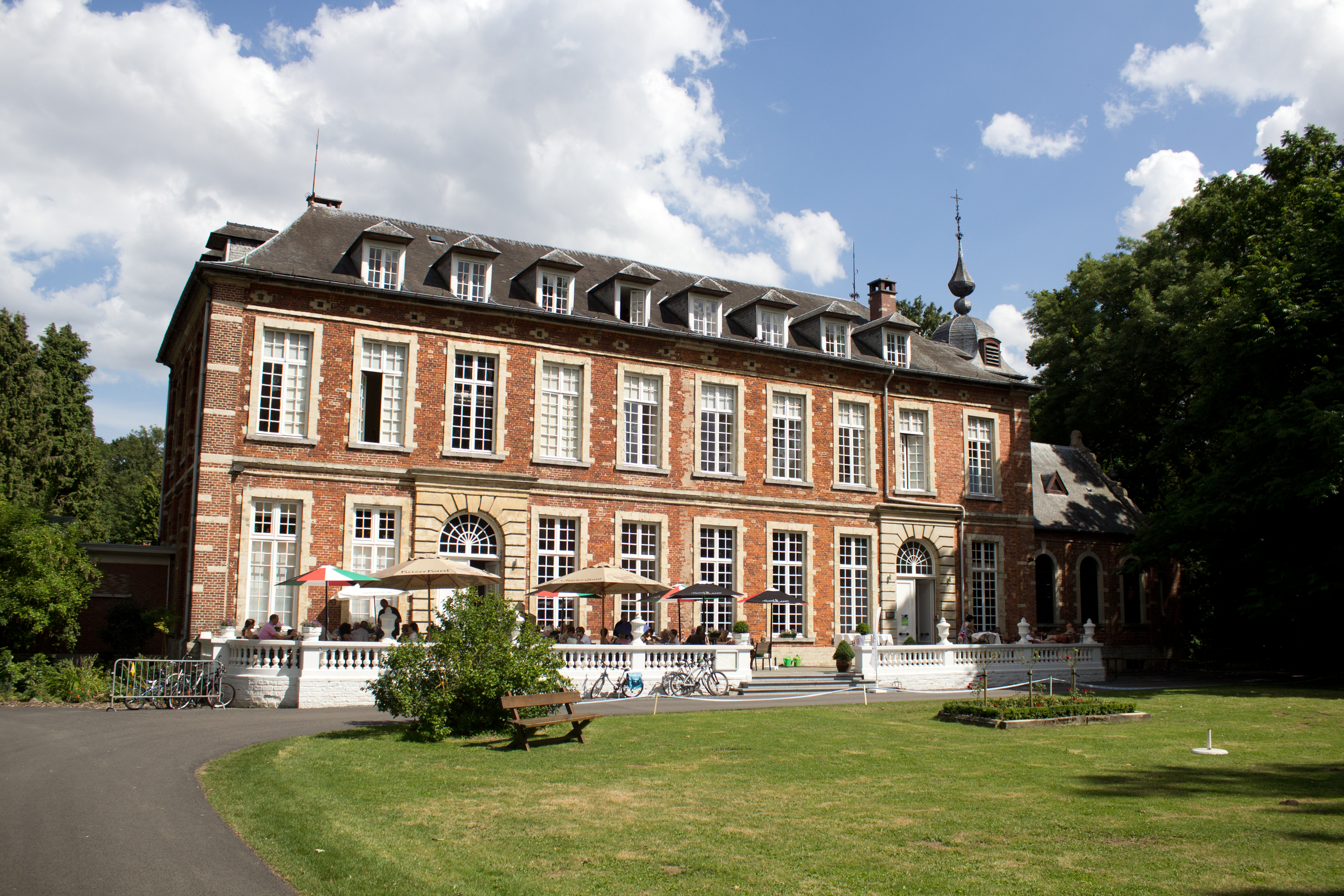
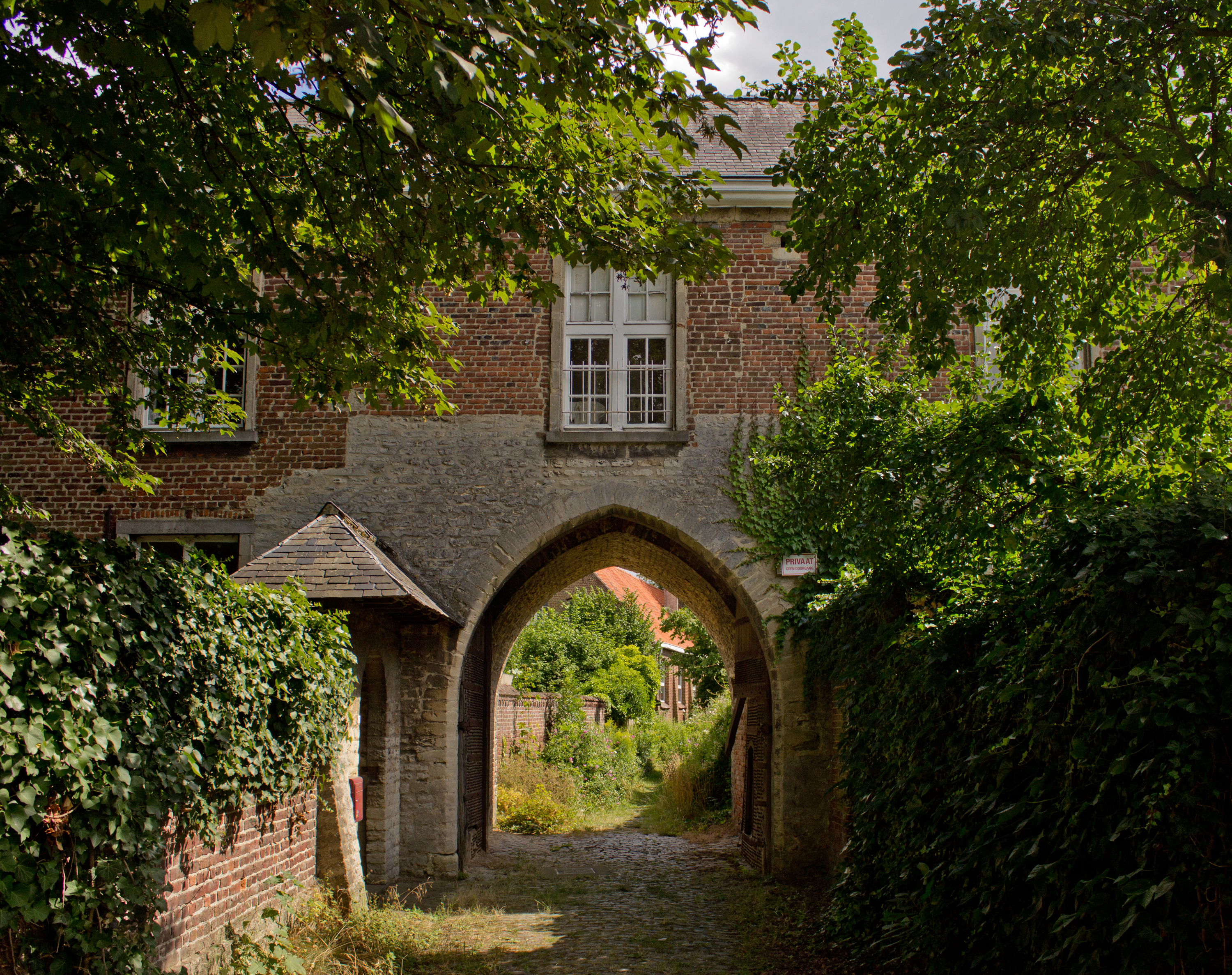

## Personnes célèbres nées à Cortenbergh
- Félicien Marceau (1913,-2012) de son vrai nom Louis Carette, auteur dramatique, romancier et essayiste, membre de l'Académie française.

## Personnes célèbres liées à Cortenbergh
- Jules Leclercq (1848-1928), magistrat, géographe, auteur de récits de voyages, habitait la villa « La Chênée » à Kortenberg.

## Jumelages
- Parcé (France)
- Blauwgrond (Suriname)